# 161
| [ Edytuj tabelę ] |                                                                            |
| Cesarz Chin       | - 146 Han Huandi 168                                                       |
| Władca Korei      | - 146 Ch’adae 165                                                          |
| Papież            | - 155 Anicet 166                                                           |
| Król Partów       | - 147 Wologazes IV 191                                                     |
| Cesarz Rzymu      | - 138 Antoninus Pius 161 - 161 Marek Aureliusz 180 - 161 Lucjusz Werus 169 |

Rok 161 / CLXI
stulecia: I wiek ~
II wiek ~
III wiek

lata: 151 «
156 «
157 «
158 «
159 «
160 «
161
» 162
» 163
» 164
» 165
» 166
» 171

## Wydarzenia
- 7 marca – Marek Aureliusz został cesarzem rzymskim; jego panowanie wyznacza szczyt potęgi Cesarstwa Rzymskiego.
- Marek Aureliusz ustanowił współcesarzem swego adoptowanego brata Lucjusza Werusa.
- Wystawiona została Kolumna Antonina Piusa w Rzymie.

## Urodzili się
- 31 sierpnia – Kommodus, syn Marka Aureliusza, cesarz rzymski (zm. 192).

## Zmarli
- 7 marca – cesarz Antoninus Pius (ur. 86).